# Wilhelm Fredrik Nibelius
Wilhelm Fredrik Nibelius, född 7 mars 1754 i Ottarps socken, död 14 mars 1830 i Malmö, var en svensk präst och författare.

## Biografi
Nibelius prästvigdes den 17 december 1777 till en tjänst i Kyrkheddinge och utnämndes till kyrkoherde i Lyngby församling den 7 juni 1786. Han blev den 11 mars 1801 utnämnd kyrkoherde i Börringe församling och blev samma år prost. Han var författare eller medförfattare till i varje fall sju verk, samtliga med teologisk anknytning.
Nibelius var son till komminister Frenne Nibelius och dennes hustru Magdalena Cornéer. Han gifte sig den den 6 januari 1790 med Anna Christina Lunnius (1763-1812), dotter till kyrkoherden Pehr Lunnius. Med henne fick han åtta barn, av vilka sex nådde vuxen ålder. Efter att första hustrun dött gifte han om sig den 15 december 1812 med Anna Britta Junggren, dotter till kammarrevisionsrådet Bengt Junggren. Med henne fick tre barn, av vilka två nådde vuxen ålder.

## Bilder

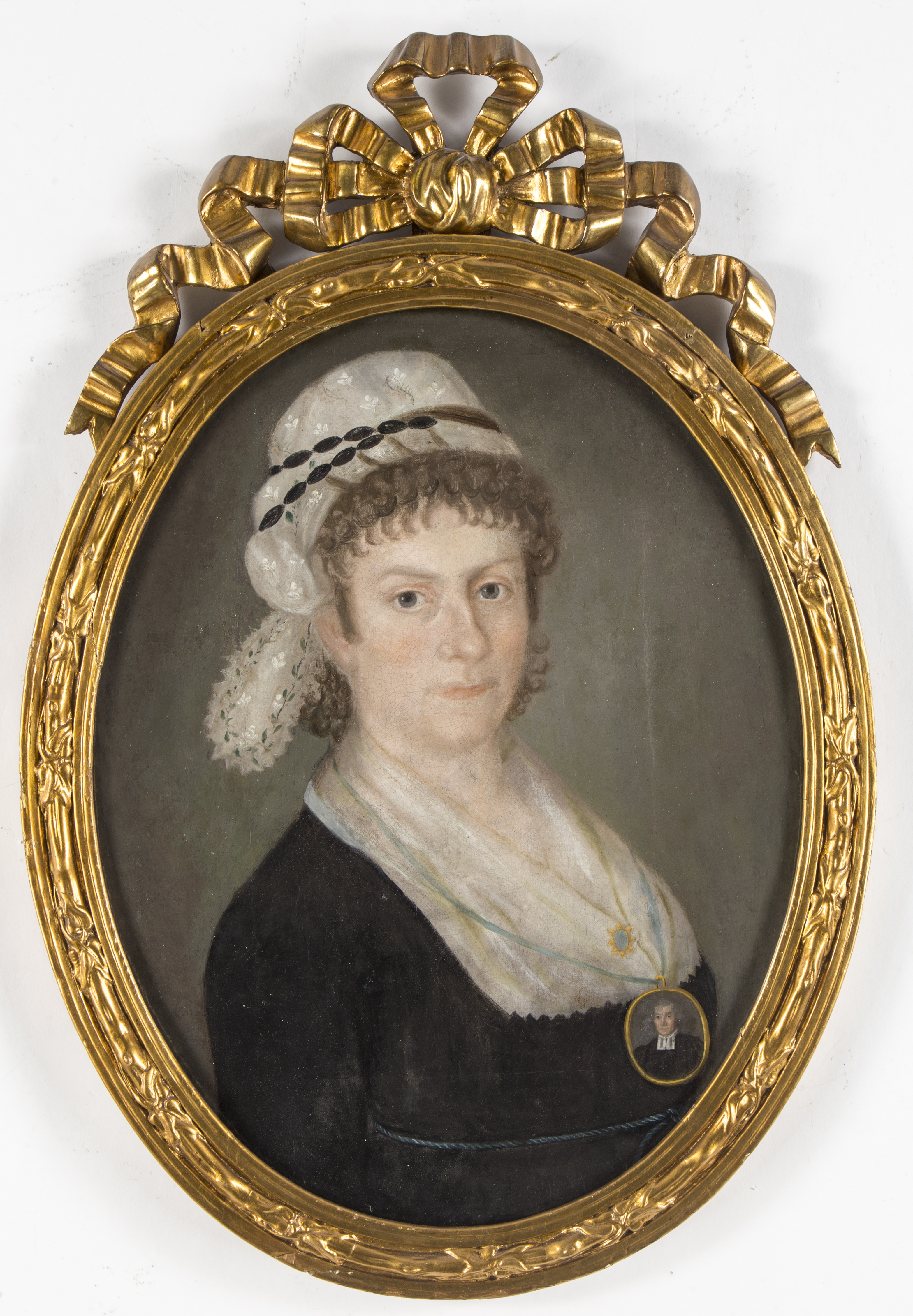
Nibelius första hustru, Anna Christina, född Lunnius. Hon bär makens porträtt som miniatyr om halsen. från ca 1790 av okänd.